# Giải quần vợt BMW Mở rộng 2017
Giải quần vợt BMW Mở rộng 2017 là giải quần vợt nam chơi ở sân đất nện. Đây là lần thứ 102 tổ chức sự kiện, và 1 phần của ATP World Tour 250 thuộc ATP World Tour 2017. Nó diễn ra tại MTTC Iphitos complex ở Munich, Đức, từ 1 tháng 5 đến ngày 7 tháng 5 năm 2017.

## Vận động viên Đơn

### Hạt giống
| Quốc gia | Tay vợt               | Xếp hạng1 | Hạt giống |
| -------- | --------------------- | --------- | --------- |
| FRA      | Gaël Monfils          | 17        | 1         |
| ESP      | Roberto Bautista Agut | 18        | 2         |
| GER      | Alexander Zverev      | 21        | 3         |
| ITA      | Fabio Fognini         | 29        | 4         |
| GER      | Philipp Kohlschreiber | 31        | 5         |
| GER      | Mischa Zverev         | 35        | 6         |
| GER      | Jan-Lennard Struff    | 52        | 7         |
| BRA      | Thomaz Bellucci       | 54        | 8         |

- Bảng xếp hạng ngày 24 tháng 4 năm 2017.

### Vận động viên khác
Wildcard:
- Maximilian Marterer
- Daniel Masur
- Casper Ruud

Vượt qua vòng loại:
- Yannick Hanfmann
- Jozef Kovalík
- Guido Pella
- Cedrik-Marcel Stebe

### Bỏ cuộc
Trước giải đấu
- Adrian Mannarino →thay thế bởi  Nicolás Kicker
- Donald Young →thay thế bởi  Chung Hyeon
- Florian Mayer (bỏ cuộc muộn) →thay thế bởi  Sergiy Stakhovsky

## Vận động viên Đôi

### Hạt giống
| Quốc gia | Tay vợt              | Quốc gia | Tay vợt          | Xếp hạng1 | Hạt giống |
| -------- | -------------------- | -------- | ---------------- | --------- | --------- |
| AUT      | Oliver Marach        | CRO      | Mate Pavić       | 65        | 1         |
| PHI      | Treat Huey           | BLR      | Max Mirnyi       | 69        | 2         |
| COL      | Juan Sebastián Cabal | COL      | Robert Farah     | 76        | 3         |
| CHI      | Julio Peralta        | ARG      | Horacio Zeballos | 87        | 4         |

- Bảng xếp hạng ngày 24 tháng 4 năm 2017.

## Vận động viên khác
Wildcard:
- Matthias Bachinger /  Maximilian Marterer
- Gero Kretschmer /  Alexander Satschko

## Nhà vô địch

### Đơn
- Alexander Zverev def.  Guido Pella 6–4, 6–3.

### Đôi
- Juan Sebastián Cabal /  Robert Farah def.  Jérémy Chardy /  Fabrice Martin 6–3, 6–3.